# Atrichopogon hesperius
Atrichopogon hesperius är en tvåvingeart som beskrevs av Ingram och John William Scott Macfie 1922. Atrichopogon hesperius ingår i släktet Atrichopogon och familjen svidknott.
Artens utbredningsområde är Ghana. Inga underarter finns listade i Catalogue of Life.